# 圣马丹德科米讷
圣马丹德科米讷（法語：Saint-Martin-de-Commune，法語發音：[sɛ̃ maʁtɛ̃ də kɔmyn]）是法国索恩-卢瓦尔省的一个市镇，属于欧坦区。

## 地名
法语人名在日常人名译名以及《世界人名翻譯大辭典》、《法语姓名译名手册》等主流人名译名类书籍资料中多译作“马丁”，不过在《世界地名翻译大辞典》、《世界地名译名词典》和《法国地图册》等主流地名译名类书籍资料中多译作“马丹”。

## 地理
圣马丹德科米讷（46°55'1"N, 4°30'8"E）面积14.57 平方千米，位于法国勃艮第-弗朗什-孔泰大區索恩-卢瓦尔省，该省份为法国中部省份，北起顺时针与科多尔省、汝拉省、安省、罗讷省、卢瓦尔省、阿列省和涅夫勒省接壤。
与圣马丹德科米讷接壤的市镇（或旧市镇、城区）包括：科隆日拉马德莱娜、库什、德拉西莱库什、圣埃米朗、圣热尔韦叙库什、坦特里。
圣马丹德科米讷的时区为UTC+01:00、UTC+02:00（夏令时）。

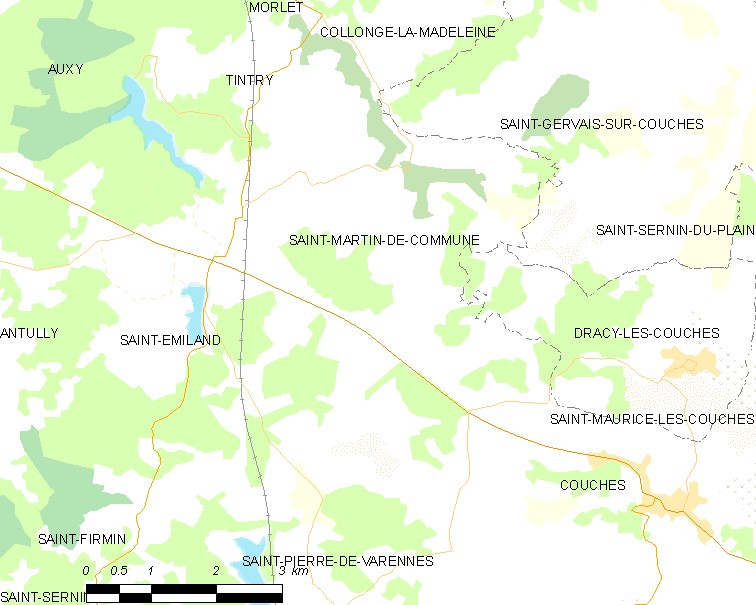
圣马丹德科米讷的OSM定位图

## 行政
圣马丹德科米讷的邮政编码为71490，INSEE市镇编码为71450。

## 政治
圣马丹德科米讷所属的省级选区为欧坦第二县。

## 人口

1962-2008年间圣马丹德科米讷人口变化图示

圣马丹德科米讷于2022年1月1日时的人口数量为100人。